# 1618
1618 (MDCXVIII) var ett normalår som började en måndag i den gregorianska kalendern och ett normalår som började en torsdag i den julianska kalendern.

## Händelser

### Maj
- 13 maj – Trettioåriga kriget utbryter i Tyskland genom den så kallade "defenestrationen" i Prag, då några av kejsarens representanter kastas ut genom ett slottsfönster.[1]

### Juli
- 1 juli – Ferdinand II kröns till kung av Ungern.[2]

### Oktober
- 18 oktober – Axel Oxenstierna utfärdar en kansliordning, i vilken grunden till Riksarkivet läggs.
- 22 oktober – Protestanterna besegrar kejsarens trupper i slaget vid Pilsen.

### November
- 5 november – Sverige sluter stillestånd med Polen.
- 27 november – Stilleståndet mellan Sverige och Polen förlängs.

### Okänt datum
- Kammarkollegium bildas genom kammarordningen, författad av Axel Oxenstierna. Reformen innebär att kammarens funktion utvidgas från passiv kontroll av rikets ekonomi till aktiv finanspolitik. Kammaren blir mer självständig än tidigare.
- En djupgående och omfattande omorganisation av den svenska krigsmakten börjar. Sverige indelas i landregementesområden, som skall ställa upp med ett regemente var.
- Magnus Erikssons stadslag från 1350 trycks.
- De nederländska industriidkarna Louis De Geer och Willem de Besche från Vallonien börjar arrendera järnbruket Finspångs bruk av kronan. Finspång blir senare centrum för den svenska vapenindustrin.

## Födda
- 12 februari – Olof Verelius, svensk filolog, professor i Sveriges antikviteter och Riksantikvarie.
- 26 december – Elisabet av Böhmen, tysk intellektuell, regerande abbedissa av Herford.

## Avlidna
- 5 mars – Johan, hertig av Östergötland, svensk prins, son till Johan III.
- 20 maj – Henrik Horn, svensk diplomat och riksråd.
- 7 augusti – Maria Elisabet, dotter till Karl IX, gift med hertig Johan.
- 24 augusti – Göran Nilsson Gyllenstierna, svensk friherre och riksråd, riksamiral sedan 1611.
- 27 augusti – Albrekt Fredrik av Preussen, hertig av Preussen 1568-1618.
- 29 oktober – Sir Walter Raleigh, engelsk sjömilitär, upptäcktsresande, hovman och författare.
- Christina Rauscher, tysk regeringskommissionär.

### Fotnoter
1. ↑  Det hände i dag
2. ↑  World Statesmen (läst 3 april 2011)